# مالین دیاز
مالین دیاز (انگلیسی: Malin Diaz؛ زادهٔ ۳ ژانویهٔ ۱۹۹۴) بازیکن فوتبال اهل سوئد است.
از باشگاه‌هایی که در آن بازی کرده‌است می‌توان به باشگاه فوتبال زنان تیرسو اشاره کرد.
وی همچنین در تیم‌های ملی فوتبال Sweden women's national under-19 football team و زنان سوئد بازی کرده‌است.